# شیناک
شیناک (به انگلیسی: Shinnok) یکی از شخصیت‌های ساختگی مجموعه بازی ویدئویی مورتال کامبت اثر میدوی گیمز و ندررلم استودیوز است. او ابتدا در بازی اکشن-ماجرایی و جانبی اسطوره‌های مورتال کامبت: ساب-زیرو در سال ۱۹۹۷ به عنوان غول آخر و غیرقابل انتخاب حضور پیدا کرد و سپس به عنوان یک شخصیت قابل انتخاب در نسخه مورتال کامبت ۴ حضور یافت. او یکی از خدایان ارشد سقوط کرده‌ای بود که رؤیای تصرف قلمروی زمین را داشت؛ بدین منظور، سایر خدایان ارشد ریدن ایزد صاعقه را برای مقابله با او مأمور کردند. سرانجام، ریدن شیناک را شکست داد و به قلمرو زیرین تبعید کرد. شیناک در قلمروی زیرین توسط لوسیفر شکنجه می‌شد تا اینکه با کوان چی که جادوگری بود که می‌توانست بدون اجازه از الدرگادها از مرز قلمروها عبور کند برخورد کرد. شیناک از کوان چی جادو را آموخت و کوان چی در عوض تمایل داشت در کنار شیناک باشد. شیناک مکار و حیله‌گر بود و از جمله قدرت‌های او می‌توان به تقلید بی‌عیب و نقص افراد دیگر اشاره کرد.

## ظاهر
شیناک عموماً دارای کلاهی قرمز، لباس‌هایی گشاد و ظاهر خدایان ارشد پیر و سالخورده داشت.

### در بازی‌های ویدئویی
شیناک اولین بار در اسطوره‌های مورتال کامبت: ساب-زیرو، به‌عنوان الدرگادی پیر و سالخورده و شرور بدون زندگی‌نامه ظاهر شد که توسط فرقه‌ای بنام برادران سایه مانند خدا پرستش می‌شد.
در سال (۱۹۹۷)، زمانی تا قبل از حوادث اولین مجموعه از اسطوره‌های مورتال کامبت: ساب-زیرو، شیناک اولین حضور رسمی خود را به عنوان رئیس آخر تجربه کرد. او به شکل خدا سالمند که پس از ارتکاب جنایت علیه خدایان همکار خود به زور از آسمان اخراج شده بود گسترش یافت. او آرزو داشت به حکومت قلمرو زمین با قدرت بسیار زیاد دست یابد. اما از ریدن شکست خورد و به قلمرو زیرین تبعید شد و در آنجا با کوان چی آشنا شد و لوح امیولت را ساخت.
شیناک بلافاصله در مورتال کمبت ۴ به الدرگادها اعلام جنگ داد، اما از ریدن شکست خورد. در مورتال آرماگدون (نبرد نهایی) او ابتدا با خدا رعد ریدن مبارزه کرد کمی بعد کنگ لاو به‌دست شیناک کشته شد و در نهایت خودش نیز کشته شد، ولی در واقع او خود شیناک نبود، زیرا در قلمرو زیرین در تبعید بود و در واقع همزاد شیناک بود. او از جمله معدود شخصیت‌هایی بود که در جنگ نهایی زنده ماند.